# Euphrasia arguta
Euphrasia arguta är en snyltrotsväxtart som beskrevs av Robert Brown. Euphrasia arguta ingår i släktet ögontröster, och familjen snyltrotsväxter. Inga underarter finns listade i Catalogue of Life.